# Strävhårig foxterrier
För andra betydelser, se Foxterrier.
Strävhårig foxterrier är en hundras från Storbritannien. Den är en liten men högbent terrier med kvadratisk kroppsbyggnad. Ursprungligen avlades den fram som grythund men är sedan länge vanligast som sällskapshund. På 1920-talet tog den över i popularitetstoppen efter släthårig foxterrier. Foxterrier betyder rävterrier.

## Historia
Som rastyp är den strävhåriga äldre än den släthåriga foxterriern och har delvis annan härstamning i äldre strävhåriga terriertyper från Durham, Wales och Derbyshire som användes som s.k. sprängare vid rävjakter; uppgiften var att jaga ut räv som gått i gryt. Första gången en foxterrier visades på hundutställning var 1862 i Birmingham och under andra halvan av 1800-talet blandades strävhårig och släthårig foxterrier så mycket med varandra att de blev hårlagsvarianter av samma ras. Egen klass på utställning fick foxterriern 1872. 1875 bildades en rasklubb för foxterrier och året därpå skildes de båda varianterna åt i stamboken samtidigt som skilda rasstandarder skrevs. 1913 fick den strävhåriga foxterriern egen rasklubb.

## Egenskaper
Strävhårig foxterrier är en alert och livlig hund. Den är läraktig och behöver aktivering med mentala utmaningar. Den är mycket fäst vid sin familj.

## Utseende
Strävhårig foxterrier skall vara stram och elegant med lång rest hals, högt ansatt svans och övervikta v-formade öron.

## I fiktion
Tintins hund Milou är en strävhårig foxterrier. På 1930- och -40-talen medverkade den strävhåriga foxterriern Asta i filmer om detektiven Nick Charles med William Powell och Myrna Loy, vilket bidrog till rasens popularitet som sällskapshund.